# Batalla de Isla Hansan
La batalla de Isla Hansan (한산도) tuvo lugar el 14 de agosto de 1592 entre la flota japonesa al mando del almirante Wakizaka Yasuharu y la flota coreana al mando del almirante Yi Sun Sin en el marco de la invasiones japonesas a Corea (1592-1598) también conocida como guerra Imjin. La batalla terminó con una rotunda victoria coreana.

## Inicio de la campaña
La invasión samurái de Corea fue el primer intento japonés de expandirse a gran escala por Asia. Tras poner fin a las constantes guerras feudales y conseguir unificar todo Japón bajo su mando en 1591, el daimyô japonés Toyotomi Hideyoshi decidió enviar 160 000 samuráis a conquistar Corea para que sirviese de base de suministro a la posterior conquista de la China Ming que sería el siguiente paso de la conquista de toda Asia que planeaba Hideyoshi.
7000 japoneses, comandados por Yukinaga, desembarcaron en Busán en mayo de 1592 y tras derrotar a las tropas coreanas que se les enfrentaron tomaron la ciudad. Tras tomar Busán y el fuerte de Tadaejin las tropas japonesas, que habían crecido tras varios desembarcos, avanzaron contra Seúl, la capital coreana y tras derrotar a la última oposición coreana en la batalla de Chungju el gobierno coreano huyó presa del pánico a Pionyang.
Una segunda división japonesa, al mando de Kiyomasa avanzó por la costa este conquistando Gyeongju. Otra tercera división avanzó por la costa este tomando el castillo de Gimhae y las ciudades de Unsan, Changnyong y Songju. 
En cada ciudad conquistada los japoneses utilizaban una gran ferocidad y abundaba el asesinato indiscriminado de civiles, todo era parte de una política de terror destinada a desmoralizar al enemigo y forzar a que el gobierno coreano se comprometiera a ceder un derecho de pase de los ejércitos japoneses hasta China sin necesidad de más combates.
Después de tomar la capital coreana, Hideyoshi derrotó a los coreanos en la Batalla del río Imjin y persiguió a la familia real hasta la frontera de China.

## El control del mar
A pesar de los éxitos incontestables de la “guerra relámpago” japonesa Hideyoshi había cometido un error. Los barcos japoneses carecían de protección excepto la que daban los samuráis que navegaban en ellos. El pensamiento de que podían ser atacados por los coreanos no fue nunca tomado en serio.
Sin embargo el almirante Yi entablaba combate con los japoneses al poco de empezar el conflicto. El liderazgo y audacia del almirante fue un factor decisivo en la guerra Imjin ya que comprendió que el control de las rutas de transporte eran vitales para el fracaso de la invasión japonesa.
Al empezar la guerra, el almirante Won Kyun, comandante de la flota Kyngsang, fue el primero en tener contacto con las fuerzas japonesas y su actitud vacilante hizo que los japoneses barriesen su flota. Entonces el almirante Yi asumió el mando y cayó sobre los barcos japoneses anclados cerca de la isla de Koje. En la batalla que siguió los barrió gracias al mayor potencial artillero de los barcos coreanos. La victoria de Yi fue total, veintiséis barcos japoneses fueron hundidos o incendiados (ref) mientras los coreanos solo sufrieron un herido. Al día siguiente la flota de Yi encontró gran número de barcos de abastecimiento y escoltas en la ruta entre Tsushima y Busán y los barcos coreanos destruyeron o capturaron a 40 barcos sin tener una sola perdida. 
Yi consiguió otra importante victoria cerca de Sacheon y continuó infligiendo daños y derrotas a los japoneses. En dos meses había hundido más de cien barcos y capturado a miles de japoneses , mientras las víctimas coreanas se estimas en 11 muertos y 26 heridos.Entonces Hideyoshi se decidió a crear una flota poderosa y ordenó al almirante Wakizaya Yasuharu unirse a otros dos escuadrones navales. Wakizaka, desoyendo las órdenes por la impaciencia zarpó solo con 73 barcos.
Avisado de que la flota japonesa había anclado al norte del estrecho de Kyonnaeryang, junto a la isla de Hansando, el almirante Yi asumió la ofensiva e ideó un plan para atraer a la flota enemiga hacia aguas favorables. Las fuerzas de Yi contaban con 54 barcos.

## Flotas
El barco más común de la marina coreana era el panokseon. Concebido como medida defensiva contra los piratas japoneses fue la nave tradicional coreana. Para los estándares occidentales eran barcos muy anchos y pesados de movimientos. Llevaban una tripulación de unos 125 marineros y los remeros estaban situados bajo la cubierta. Su característica principal era una borda alta para albergar a los marineros y un castillo de proa para el comandante. También se caracterizaba por un tejado de bordas que servía de protección contra el fuego de los proyectiles e impedía el abordaje. Las velas eran utilizadas para propulsión en mar abierto mientras los remos se utilizaban en los puertos y en los ríos.

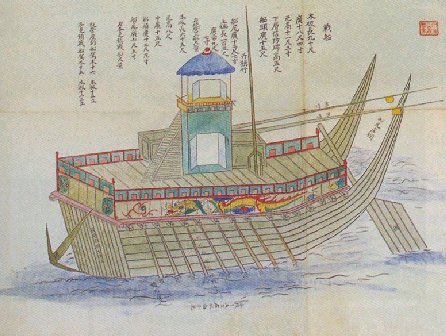
Dibujo de Panokseon.

A pesar de ser el barco más utilizado, el panokseon debe ceder el puesto de barco más famoso de la época al Geobukseon o barco tortuga. Los primeros barcos tortuga aparecieron en el siglo XV pero fueron evolucionando e incorporando innovaciones. El mismo almirante Yi abogó por cierto número de reformas en su diseño.

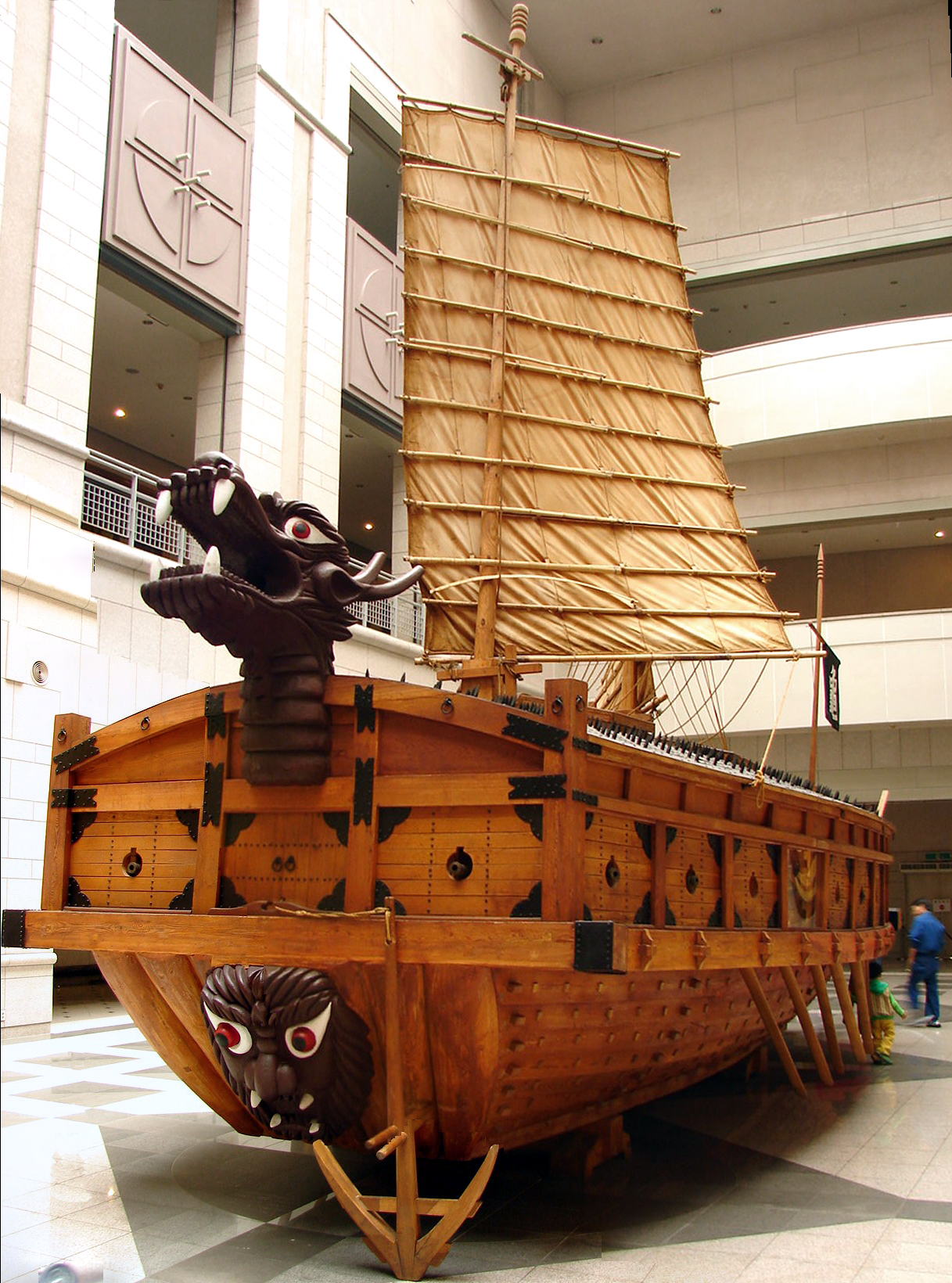
Réplica de barco tortuga del War Memorial of Korea.

El barco tortuga era un barco grande con una quilla plana, borda alta para proteger a los combatientes y un tejado cubierto y reforzado con numerosas puntas para empalar a los enemigos que trataran de abordar el barco. En la proa, una cabeza de dragón miraba al frente y dentro de la cabeza se colocaba un cañón. Los laterales albergaban 12 orificios donde se podían colocar cañones o lanceros. Los mástiles y velas podían utilizarse en mar abierto pero en lugares estrechos y en combate se retiraban. Las modificaciones que introdujo Yi incluían un tejado curvo que protegía mejor al barco de los disparos enemigos y el montaje de numerosos cañones pequeños que disparaban al enemigo cuando se encontraba cerca.
Para esta batalla, el almirante Yi dispuso de tres barcos tortuga y 51 barcos panokseon.

Por su parte la flota de Wakizaka estaba formada por unos barcos conocidos como atakebune y que disponían de numerosas cubiertas y muchos cañones pero de menor calibre que los coreanos. También disponía de sekibune que eran barcos de mediano tamaño y kobaya que eran más pequeños. Estos barcos, en general, poseían un bajo francobordo y eran más útiles como barcos de transporte que para operaciones militares. Todo lo más eran valiosos como plataforma para los arqueros y para llevar soldados al abordaje. Hideyoshi solicitó a los jesuitas portugueses que le consiguieran dos galeones europeos pero estos barcos eran demasiado valiosos para los europeos como para arriesgarlos 

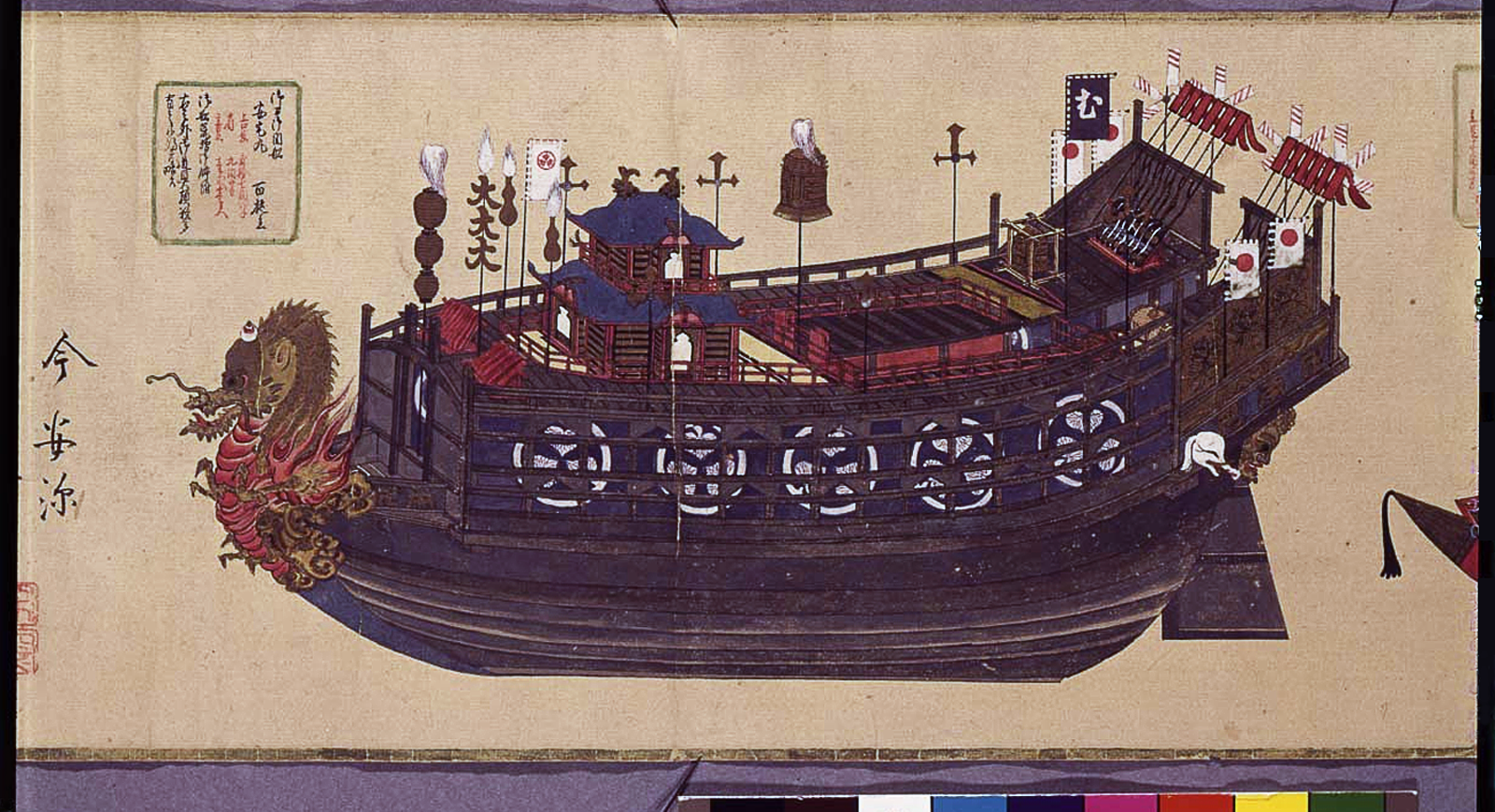
Dibujo de Atakebune japonés

Wakizaka dispuso de 36 atakebune, 24 sekibune y 13 kobaya.

## La batalla
La mañana del 14 de agosto de 1592 envió a seis barcos del tipo panokseon por el estrecho canal situado entre la isla de Koje y Corea y tentó a Wakizaka con una victoria fácil. Los japoneses salieron en persecución de la flota coreana.
Yi utilizó la estrategia conocida como ala de grulla que simulaba una U gigante y que envolvía a los enemigos. Colocó a sus embarcaciones mejor armadas en el centro y los barcos más ligeros y rápidos en los flancos y dejó una reserva para cubrir los huecos que pudieran crearse.
La táctica de Wakizaka consistía en cerrarse rápidamente e intentar abordar y someter al enemigo en la lucha cuerpo a cuerpo.
Lo que sucedió en la batalla fue reflejado en el diario que el propio Yi Sun-Sin escribía y mandaba para informar a la Corte.
“Primero ordené que cinco o seis barcos de vanguardia con tejado (panokseon) atacaran simulando un ataque sorpresa. Cuando los barcos enemigos empezaron a perseguirlos a toda vela, los nuestros huyeron de la bahía como si retornaran a la base. Los barcos enemigos continuaron persiguiendo a los nuestros hasta llegar a mar abierto. Inmediatamente ordené a los capitanes de mis barcos que se alinearan en formación de “ala de grulla” como para rodear a los barcos enemigos en un semicírculo. Entonces grité: ¡Cargad! Nuestros barcos avanzaron con el sonido de los cañones haciendo astillas a dos o tres barcos enemigos. Los otros barcos enemigos, presas del pánico, se dispersaron y huyeron en todas las direcciones con gran confusión. Nuestros hombres y oficiales locales a bordo gritaron ¡Victoria! y se lanzaron a toda velocidad, compitiendo unos con otros mientras lanzaban flechas y balas como si fuera una tormenta eléctrica, quemando los barcos enemigos y masacrando totalmente a sus guerreros.”.
En la batalla triunfo la mayor y más pesada potencia de fuego y flechas coreanas sobre el armamento inferior japonés que solo pudo responder de forma simbólica.
La lucha duro hasta el atardecer y Wakizaka pagó cara su impaciencia, dos de sus lugartenientes murieron combatiendo y un tercero cometió seppuku o suicidio ritual. Wakizaka fue alcanzado por tres flechas pero su armadura le salvó la vida. Cuando terminó la batalla 59 barcos japoneses habían sido hundidos o capturados y Wakizaka solo pudo huir con un 20 % de sus tropas. Las bajas totales japonesas ascencieron a 9000 mientras que los coreanos tuvieron 19 muertos y 114 heridos.
En un gesto magnánimo Yi rodeó a los supervivientes y ordenó que se les dieran auxilios necesarios y que al terminar la guerra volvieran a Japón.

## Consecuencias de la batalla de Isla Hansan
Después de la batalla quedó claro que los japoneses no avanzarían más allá de la ciudad de Pionyang. La única alternativa para llevar los suministros hasta las tropas era una ardua ruta por tierra. Hideyoshi se vio obligado a ordenar a sus fuerzas navales que evitasen cualquier confrontación.